# Cattleya tenuis
Cattleya tenuis är en orkidéart som beskrevs av Marcos Antonio Campacci och Vedovello. Cattleya tenuis ingår i släktet Cattleya och familjen orkidéer. Inga underarter finns listade i Catalogue of Life.